# Psicologia del pensament
La Psicologia del pensament és la branca de la Psicologia que estudia el pensament i la relació d'aquest amb la resta de processos psicològics.

## Concepte
El pensament utilitza el coneixement que ens subministren la percepció i la memòria i els combina i processa obtenint-ne nous resultats. Percepció, memòria i pensament funcionen simultàniament, formant el que s’anomena cognició, un conjunt de processos mentals amb els que els individus obtenen coneixement de la realitat. Tot i la dificultat de consens del concepte, des de diferents enfocaments teòrics, sembla clar que el pensament és una activitat intencional, sempre guiada per un propòsit, que implica algun tipus d'experimentació. Com a procés cognitiu d’ordre superior, el pensament actua sempre fent un judici i una avaluació dels objectes i dels fets, integrant els coneixements passats i presents i transformant-los en nous productes, normalment destinats a resoldre un determinat problema.
La majoria d’autors consideren que el pensament es desencadena justament quan l’individu ha d’enfrontar-se amb una situació problemàtica que l’allunya de la seva activitat quotidiana.
La utilitat del pensament en els éssers humans és evident quan el relacionem amb percepció i memòria. Tot individu percep determinades coses i les memoritza, construint així la seva història personal. El pensament permet integrar el passat amb el present, i utilitzar els coneixements per satisfer necessitats o, com s’ha dit, resoldre situacions noves o problemàtiques. Durant la infantesa el pensament es combina amb l’acció, que ajuda a comprovar les hipòtesis que es van formant amb relació a l’objecte de pensament. A poc a poc, l’acció va sent reemplaçada pel pensament mateix, més eficaç en el cas d’equivocacions: el pensament pot corregir-se, l’acció no.

### Tipus de pensament
Cada pensament té un objecte que pot ser:
- Concret: Alguna cosa que podem sentir
- Abstracte: implica pensar en un conjunt d'idees, en les relacions entre les coses, en com estan organitzades, etc. Tota planificació requereix el pensament abstracte, a través del qual accedim a les lleis, teories, etc.

Un altre tipus de classificació estaria relacionada en com determinen el curs dels esdeveniments:
- Pensament realista: Si està d'acord amb la realitat.
- Pensament desitjat: Si està influenciat per desitjos i fantasies.

En algunes psicopatologies, es poden confondre aquests dos tipus de pensament. Malgrat que en tot pensament hi ha un factor de desig inevitable, aquest ha d’estar controlat mitjançant el pensament crític.
Finalment hi hauria una darrera categoria que són les figuracions, les quals definiríem com:
- Figuracions: El pensament desitjat pot complicar-se si es consideren les falses creences resultat de no sotmetre els coneixements a un examen crític, o de no tenir suficient informació per detectar que una determinada creença no és més que una figuració, o per una gran necessitat de creure que un determinat fet és cert.

## Enfocaments teòrics en Psicologia del Pensament

### Pensament com a acte reflexiu
El principal autor d'aquesta corrent és el psicòleg estatunidenc John Dewey. La seva teoria es basava, justament, en que un canvi en la quotidianitat és el que obliga a récorrer al pensament, el que Dewey anomena una situació de cruïlla, que planteja un problema o situació inesperada en mig de l’activitat intencional. Segons l'autor, l'acte o procés de pensament consta dels següents passos:

### Pensament com a resolució de problemes
La psicologia del pensament basada en la teoria de l'aprenentatge considera que el pensament ha de ser entès com una part fonamental del procés pel qual un organisme s’adapta al seu entorn mitjançant la resolució de problemes. La perspectiva relaciona l’acte de pensament amb el comportament de l’home davant el medi.

### Associacionisme
Es tracta d'una teoria de llarga tradició, que ha patit diversos canvis des dels inicis amb Aristòtil. Dos idees bàsiques contribueixen a la psicologia del pensament:
- Tot coneixement deriva de l'experiència (John Locke, 1690). On hi ha dos tipus d’experiència: 
  - la que sorgeix directament de les nostres sensacions
  - la constituïda per les operacions reflexives de la ment. Les sensacions són la base de la percepció i el pensament.

- Principi d’associació: els processos mentals es produeixen uns rere els altres segons un ordre determinat, regit per tres lleis: 
  - Contigüitat: un fet mental atreu els fets succeïts immediatament abans.
  - Semblança: un fet mental atreu els que se li assemblen.
  - Contrast: un fet mental atreu els que se li oposen.

El conductisme va substituir el terme associació pel de reflex condicionat, mantenint la idea que el pensament es redueix a una col·lecció d’associacions d’idees o respostes. La principal crítica a la teoria destaca que el pensament comporta una connexió necessària entre les seves parts components.

### Teoria de la Gestalt
La Psicologia de la Gestalt entén el pensament com un procés psicològic, que consta d’elements configurats, en cada situació, com un tot. Els processos i factors perceptius de l'experiència passada coexisteixen en interrelació, formant una configuració organitzada. Quan les diferents parts no coincideixen entre si apareix el pensament, entès com el procés de reorganització que succeeix la tensió que sorgeix a l’organisme quan percep un problema. En la resolució de problemes es compleixen relacions necessàries des del pensament.

## Aspectes implícits en el pensament

### Discriminació i valoració
La majoria de problemes tenen moltes solucions possibles. El procediment habitual és comparar les diferents alternatives que se li presenten, observant diferències i decidint quina és la més apropiada per assolir l’objectiu desitjat. La discriminació varia en funció de la situació: pot referir-se a estímuls senzills característics o a qüestions intel·lectuals més complexes. També pot exigir una discriminació i valoració moral o estètica. Aquest pensament és una activitat constant en la vida de l’ésser humà.

### Abstracció i generalització
Per ordenar la realitat s’utilitzen conceptes o idees generals. L’abstracció consisteix a extreure informació vàlida, en funció d’una o diferents categories determinades, del conjunt d’informació que es percep. Un cop s’abstreu la informació s’ha de generalitzar, que consisteix a establir que tots els objectes que posseeixen la característica pertanyen a la mateixa categoria. Així, ens movem en un món de generalitats, en comptes de particularitats.

### Predicció i control
El pensament s’orienta vers el futur. S’exerceix un control sobre els fets perquè augmenti la probabilitat d’un determinat resultat, projectant les relacions actuals cap al futur. De fet, per aquesta raó es prediu, basant el futur en la informació present. La predicció es fa amb la confiança que dona l'experiència, sustentant unes expectatives. En canvi, esperar que succeeixi alguna cosa en el futur no suposa el mateix grau d’expectància, ja que no tenim la seguretat que arribi a produir-se allò que esperem.

### Imaginació
El pensament imaginatiu té dues característiques pròpies:
- Llibertat en relació als patrons convencionals de pensament i manca de satisfacció de com és la realitat. La imaginació crea coses noves que no s’han experimentat abans. Generalment treballa amb informació visual, però pot implicar altres modalitats sensorials.
- Control conscient de l’individu: Deixant la ment lliure. No té més servei que la pròpia satisfacció personal de l’individu.

En general s'han observat dos tipus bàsics de somni diürn: 
- temes reals, referits a plans de futur, com vacances, relacions interpersonals, per planificar i revisar fets futurs.
- temes més il·lusoris, sobre diners, sexe, per proveir una visió de plaers difícilment accessibles en la realitat.

## Formació de conceptes
La formació de conceptes és un acte inventiu, amb el qual es construeixen classes o categories. El seu objectiu pot ser:
- Determinar una categoria comuna entre diferents objectes en oposició a una altra.
- Formació del concepte, o sigui, identificar un estímul a partir dels seus trets rellevants per classificar-lo en categories.
- Obtenció del concepte, o sigui, esbrinar quines són les propietats característiques de cada categoria per a decidir a quina categoria classificar-lo

L'aprenentatge conceptual consisteix a relacionar un concepte ja definit amb casos nous. El pensament en funció de conceptes té avantatges: condueix a l'economia de pensaments i de conducta. Aprenem a donar respostes generalitzades a classes de coses més que a cada cosa com única. Reducció de ventall de respostes per adaptar-se a l'entorn, ja que les respostes generalitzades funcionen com principis o lleis. comporta, el perill implícit en l’ús generalitzat de conceptes de suposar que tots els elements inclosos dins una classe determinada, pel sol fet de pertànyer, són idèntics. L’ús indegut fa que es generalitzin grups i els individus integrants i apareguin els estereòtips.

### Tipus de conceptes
- Conjuntius: Aquells conceptes els atributs dels quals estan presents al mateix temps.
- Disjuntius: Es defineixen per la presència d'un qualsevol dels seus atributs.
- Conceptes Relacionals: Es defineixen com aquells amb una relació particular entre diferents atributs. Aquest tipus de tasca ha permès demostrar que:
  - Existeixen determinades estratègies per a la resolució de problemes.
  - Els subjectes són relativament incapaços d’utilitzar la informació apresa mitjançant exemples negatius.
  - Els conceptes disjuntius triguen més a ser obtinguts que els conjuntius.

## Estratègies
En relació al pensament, cal tenir en compte a nivell d'estratègies que:
- Com menor sigui el temps que es prengui el subjecte per decidir més probable que utilitzi un enfocament més arriscat.
- És millor que el subjecte tingui exemples positius del concepte.
- Més senzill formar un concepte quan les característiques comunes que el defineixen fan que destaqui. Tot i això, és millor fer un processament holístic (tota la forma) que un analític.

## Resolució de problemes
Un problema és qualsevol cosa que crea una sensació de tensió en una persona i una solució és allò que descarrega la tensió. La tensió no sempre ha de ser desagradable, també pot ser un repte. Si s’abandona o interromp el problema, la tensió es manté. Si el problema comporta una càrrega emocional, pot convertir-se en una preocupació molt persistent o en obsessions. De la forma en què els individus resolen problemes, s’ha de diferenciar entre solucions assolides mitjançant associacions fortuïtes i solucions fonamentades en un raonament (establir una relació ordenada entre les coses i els fets). El raonament és una forma de pensament altament conscient, dirigida, controlada, activa, intencionada, previnguda i orientada cap a un determinat objectiu (comença amb un problema, continua buscant una solució, a menys que s’abandoni o s’interrompi).

### Etapes en la resolució de problemes
John Dewey va proposar 5 etapes de resolució de problemes:
- Se sent una dificultat
- La dificultat és localitzada i definida
- Es suggereixen les possibles solucions
- Es consideren les conseqüències
- S’accepta una solució

Posteriorment es va reorganitzar els 5 passos anomenant-los: preparació, anàlisi, producció, verificació i reaplicació (és un procés circular, un cop acabat podem tornar a començar).

### Procediments bàsics de resolució de problemes
Tots els individus han adquirit una sèrie de regles lògiques que utilitzen per resoldre problemes:
- Assaig i error: Caracteritzat per un tempteig per trobar la solució. S’acompanya d’un cert sentiment de confusió perquè es tracta d’una conducta fortuïta; per tant, és possible que, quan es troba la solució adequada, l’individu no la comprengui o no pugui explicar com l’ha trobat. És per això que, quan li torni a aparèixer el problema, el resolgui més lentament o simplement no el resolgui.

- Anàlisi gradual: En aquest procediment, l’avanç es fa de manera gradual, pas a pas, sistemàticament; cada pas es comprova abans de passar al següent. La comprensió adquirida també és gradual i acumulativa.

- Comprensió: La solució apareix en la ment de sobte. La comprensió apareix generalment després d’un període de tempteig o d’anàlisi gradual, i quan apareix el problema queda solucionat.

### Factors que influencien en la resolució de problemes
La perspectiva de l’individu determina quin tipus de raonament utilitza habitualment i així caracteritza el seu pensament. Aquests dos tipus han guiat la forma d’afrontar la resolució de problemes, implicant diferents estratègies i formes d’entendre l’anàlisi dels problemes i l’orientació dels processos implicats en la resolució.
- Raonament inductiu: elaboració del coneixement a partir d’una acurada observació de les dades. Parteix de judicis relatius a fets particulars per arribar a uns altres fets més generals, que comprenen o inclouen els fets particulars. Així, s’obtenen lleis generals (valor de probabilitat). Significa que el progrés del coneixement va del particular al general. S’aprenen regles, induint-ne el funcionament i verificant-ne després la validesa.

- Raonament deductiu: Considera que les veritats particulars s’obtenen relacionant les hipòtesis deduïdes de teories preestablertes, amb les observacions empíriques. El fet particular només és accessible a partir de les teories generals. Exemple: els sil·logismes.

## El pensament creatiu
És al nucli del que s’anomena “creativitat”, constructe que s’estableix com a pont entre la intel·ligència i la personalitat, ja que implica un determinat tipus de pensament cognitiu i alhora unes determinades característiques personals de l’individu creatiu (en uns inicis es considerava vinculat exclusivament a la intel·ligència, concretament als “superdotats”). En general, s’entén que està format per a un conjunt de processos cognitius d’especial rellevància en la resolució de problemes. Tot i no haver-hi un consens sobre definició i processos implicats, podem dir que des de finals del segle xix es desenvolupen al llarg de quatre etapes amb caràcter inconscient per a l’individu: preparació, incubació, il·luminació i verificació.

### Pensament Divergent
J.P.Guilford va presentar el model estructural de l’intel·lecte que establia una relació directa entre el pensament creatiu i el divergent. El pensament divergent és una operació cognitiva, mitjançant la qual, a partir d’una informació concreta, el subjecte és capaç de generar múltiples informacions relacionades. La producció d’alternatives noves i lògiques pot provenir de la memòria, o de modificacions de continguts memoritzats que puguin servir per satisfer un determinat criteri.
L’autor va identificar trets cognitius primaris relacionats amb la creativitat:
- Fluïdesa: Grau de continuïtat de producció d’associacions entre elements. Aplicat a molts tipus de continguts (auditiu, visual...) i afecta totes les possibles associacions produïbles entre unitats o sistemes. Garanteix la quantitat d’idees disponibles pel subjecte.
- Flexibilitat: Capacitat de redefinir els paràmetres dels problemes, per augmentar la probabilitat de trobar solucions alternatives al problema. Referit a la generació d’idees amb diferents graus de diversitat.
- Originalitat: Criteri més subjectiu, que demana un judici dels productes del pensament creatiu per establir-lo. Normalment es demana a persones expertes. Difícil obtenció d’un criteri objectiu de valoració.

Primer autor que dona una definició operacional de la creativitat, proposant nombrosos tests basats en el seu model teòric. No existeixen respostes correctes o incorrectes, només variaran en el grau de creativitat expressat.

### Aportacions de Torrance
Basat en el treball de Guilford, va dir que es pot parlar de pensament creatiu quan es compleix almenys una de les següents condicions:
- El producte del pensament representa un determinat valor i una novetat (pel subjecte o col·lectivitat).
- El pensament és no convencional (modificacions o rebuig, d’idees ja acceptades prèviament).
- El pensament requereix una motivació profunda i durable.
- El problema proposat inicialment és indefinit (part de la tasca consisteix en la formulació del problema).

També s’ha preocupat per donar una definició operacional dissenyant una bateria de tests a tal efecte. Va investigar especialment la relació entre el pensament creatiu i l'educació (importància de l’ambient familiar i l'escolar).

### Pensament creatiu i personalitat
Estudis que parlen dels trets diferenciadors dels individus creatius (Sternberg, 1985). S’ha observat que la majoria d’aquests es defineixen amb un alt grau de seguretat en un mateix i cert grau d’egoïsme, ser curiosos, entusiastes, actius, complicats, sensibles,... Pot destacar-se:
- Absència de convencionalismes: actitud oberta, no ortodoxos
- Capacitat d’integració: informació aparentment inconnexa
- Gust estètic i imaginació: capacitat d’apreciar l’art. Bon gust en general
- Flexibilitat i decisió: defensar fortament les decisions preses. Ara bé, si cal ser capaç de canviar d’idea.
- Perspicàcia: saber estar, saber treure profit de la situació si cal
- Motivació, persistència per superar obstacles, valentia: creure en un mateix
- Interès pel reconeixement dels altres: a part de la motivació intrínseca

El pensament creatiu és resultat de la interacció persona/situació, i no només dels aspectes cognitius de l’individu.